# Jeffrey Donovan
Jeffrey T. Donovan (Amesbury, 11 maggio 1968) è un attore e regista statunitense.

## Biografia
Jeffrey Donovan fece il suo debutto cinematografico in Throwing Down nel 1995, che vinse il premio della giuria al The Hamptons Film Festival. Partecipò nel ruolo di Jeffrey Patterson in Il libro segreto delle streghe - Blair Witch 2. Da allora ha fatto delle apparizioni in qualità di ospite in serie televisive come Homicide, Jarod il camaleonte, Spin City, Witchblade, Detective Monk, CSI: Miami e Law & Order. Nel 2005 apparve nella commedia romantica Hitch - Lui sì che capisce le donne con Will Smith e Kevin James. Recita al fianco di Angelina Jolie nel film del 2008 Changeling, di Clint Eastwood.
Dal 2007 al 2013 è stato il protagonista dell'avventurosa serie televisiva di successo che l'ha reso famoso Burn Notice - Duro a morire, nel ruolo dell'ex agente della CIA Michael Westen. Nel 2015 recita la parte di Dodd Gerhardt nella seconda stagione di Fargo. Sempre nello stesso anno prende parte al film di Denis Villeneuve - Sicario, mentre nel 2018 recita nel sequel Soldado diretto da Stefano Sollima. Nel 2019 recita in due pellicole, ossia Ted Bundy - Fascino criminale e Malvagi.

## Vita privata
È sposato dal 2012 con la modella Michelle Woods da cui ha avuto due figli, Claire e Lucas.

## Filmografia

### Attore

#### Cinema
- Throwing Down, regia di Lawrence O'Neil (1995)
- Sleepers, regia di Barry Levinson (1996)
- Critical Choices, regia di Claudia Weill (1996)
- Las Vegas - In vacanza al casinò (Vegas Vacation), regia di Stephen Kesslerg (1997)
- Catherine's Grove, regia di Rick King (1997)
- Witness to the Mob, regia di Thaddeus O'Sullivan (1998)
- Battaglia all'inferno (When Trumpets Fade), regia di John Irvin (1998)
- Bait - L'esca (Bait), regia di Antoine Fuqua (2000)
- Il libro segreto delle streghe - Blair Witch 2 (Book of Shadows: Blair Witch 2), regia di Joe Berlinger (2000)
- Purpose, regia di Alan Ari Lazar (2002)
- Final Draft, regia di Oren Goldman e Stav Ozdoba (2003)
- Sam & Joe, regia di Jason Ruscio (2004)
- Hitch - Lui sì che capisce le donne (Hitch), regia di Andy Tennant (2005)
- Come Early Morning, regia di Joey Lauren Adams (2006)
- Believe in Me, regia di Robert Collector (2006)
- Hindsight, regia di Paul Holahan (2008)
- Changeling, regia di Clint Eastwood (2008)
- J. Edgar, regia di Clint Eastwood (2011)
- Sicario, regia di Denis Villeneuve (2015)
- Extinction - Sopravvissuti (Extinction), regia di Miguel Ángel Vivas (2015)
- LBJ, regia di Rob Reiner (2016)
- La fratellanza (Shot Caller), regia di Ric Roman Waugh (2017)
- Soldado (Sicario: Day of the Soldado), regia di Stefano Sollima (2018)
- Ted Bundy - Fascino criminale (Extremely Wicked, Shockingly Evil and Vile), regia di Joe Berlinger (2019)
- Lucy in the Sky, regia di Noah Hawley (2019)
- Malvagi (Villains), regia di Dan Berk e Robert Olsen (2019)
- Honest Thief, regia di Mark Williams (2020)
- Uno di noi (Let Him Go), regia di Thomas Bezucha (2020)
- La furia di un uomo - Wrath of Man (Wrath of Man), regia di Guy Ritchie (2021)
- First Love, regia di A.J. Edwards (2022)
- Infranto (Breaking), regia di Abi Damaris Corbin (2022)
- Circondato (Surrounded), regia di Anthony Mandler (2023)

#### Televisione
- Homicide (Homicide: Life on the Street) – serie TV, episodio 4x04 (1995)
- Law & Order - I due volti della giustizia (Law & Order) – serie TV, 22 episodi (1995, 2007, 2022-2023)
- Destini (Another World) – soap opera (1997)
- Millennium – serie TV, episodio 1x10 (1997)
- Jarod il camaleonte (The Pretender) – serie TV, 3 episodi (1997-1998)
- Spin City – serie TV, 2 episodio (1999)
- The Beat – serie TV (2000)
- Witchblade – serie TV, episodio 2x07 (2002)
- Touching Evil (U.S.) – serie TV, 12 episodi (2004)
- CSI: Miami – serie TV, episodio 3x16 (2005)
- Threshold – serie TV, episodio 1x12 (2006)
- Detective Monk (Monk) – serie TV, episodio 4x14 (2006)
- Crossing Jordan – serie TV, 5 episodi (2007)
- Burn Notice - Duro a morire (Burn Notice) – serie TV, 111 episodi (2007-2013)
- Burn Notice - La caduta di Sam Axe (Bun Notice - The Fall of Sam Axe), regia di Jeffrey Donovan – film TV (2011)
- Fargo – serie TV, 7 episodi (2015)
- Shut Eye – serie TV, 10 episodi (2016)

### Doppiatore
- Invincible – serie animata, 4 episodi (2021)

### Regista
- Burn Notice - Duro a morire (Burn Notice) - serie TV, 3 episodi (2010-2013)
- Burn Notice - La caduta di Sam Axe (Bun Notice - The Fall of Sam Axe) - film TV (2011)

## Doppiatori italiani
Nelle versioni in italiano dei suoi lavori, Jeffrey Donovan è stato doppiato da:
- Alessio Cigliano in Fargo, Ted Bundy - Fascino criminale, La furia di un uomo - Wrath of Man, First Love, Circondato
- Stefano Thermes in Law & Order - I due volti della giustizia (st. 21-22), Law & Order - Unità vittime speciali, Law & Order - Organized Crime
- Riccardo Rossi in Homicide, R.I.P.D. 2: Rise of the Damned
- Francesco Bulckaen in Jarod il camaleonte (ep. 1x21-1x22), Burn Notice - Duro a morire
- Fabrizio Manfredi in Il libro segreto delle streghe - Blair Witch 2, Extinction - Sopravvissuti
- Oreste Baldini in Hitch - Lui sì che capisce le donne
- Giorgio Borghetti in Sicario
- Andrea Ward in Jarod il camaleonte (ep. 2x19, 3x10)
- Federico Zanandrea in Crossing Jordan
- Christian Iansante in Law & Order - I due volti della giustizia  (ep. 17x17)
- Massimo Bitossi in Detective Monk
- Metello Mori in Battaglia all’inferno
- Massimo De Ambrosis in J. Edgar
- Fabio Boccanera in Changeling
- Loris Loddi in La fratellanza
- Marco Baroni in Threshold
- Luigi Ferraro in CSI: Miami
- Riccardo Scarafoni in Soldado
- Marcello Moronesi in Lucy in the Sky
- Claudio Moneta in Malvagi
- Massimiliano Manfredi in Honest Thief
- Alberto Bognanni in Uno di noi
- Fabrizio Picconi in Touching Evil